# Los Laureles, Villaflores
Los Laureles är en ort i Mexiko.   Den ligger i kommunen Villaflores och delstaten Chiapas, i den sydöstra delen av landet, 700 km sydost om huvudstaden Mexico City. Los Laureles ligger 1 171 meter över havet och antalet invånare är 113.
Terrängen runt Los Laureles är kuperad åt sydost, men åt nordväst är den bergig. Terrängen runt Los Laureles sluttar västerut. Runt Los Laureles är det ganska glesbefolkat, med 48 invånare per kvadratkilometer. I omgivningarna runt Los Laureles växer huvudsakligen savannskog.